# Liste der Kulturdenkmäler in Dreisbach
In der Liste der Kulturdenkmäler in Dreisbach sind alle Kulturdenkmäler der rheinland-pfälzischen Ortsgemeinde Dreisbach aufgeführt. Grundlage ist die Denkmalliste des Landes Rheinland-Pfalz (Stand: 21. Dezember 2021).

## Einzeldenkmäler
| Bezeichnung       | Lage                        | Baujahr    | Beschreibung | Bild                           |
| ----------------- | --------------------------- | ---------- | --- | ------------------------------ |
| Nistertal-Viadukt | nordwestlich des Ortes Lage | um 1908/09 | mehrbogige Talbrücke der Verbindungsbahn Erbach–Bad Marienberg, Sichtbeton, um 1908/09; siehe auch Liste der Kulturdenkmäler in Hardt (Westerwald) | weitere Bilder Fotos hochladen |